# Strada infuocata
Strada infuocata (Огненные вёрсты, Ognennye vёrsty) è un film del 1957 diretto da Samson Iosifovič Samsonov.